# Riaguas de San Bartolomé
Riaguas de San Bartolomé er en by og kommune i det centrale Spanien i provinsen Segovia. Den har et indbyggertal på 27 (2024) indbyggere.